# Tema musical de Super Mario Bros
El tema de Super Mario Bros., oficialmente conocido como Ground Theme o Overworld Theme, es un tema musical que se escuchó originalmente en la primera etapa del videojuego Super Mario Bros. de 1985 de Nintendo Entertainment System. Fue uno de los seis temas compuestos para el juego por el diseñador de sonido de Nintendo, Koji Kondo, a quien le resultó la pista más difícil de componer. El tema está ambientado en la tonalidad de do mayor y presenta un ritmo oscilante con un uso destacado de la síncopa. En entregas posteriores con hardware de sonido más potente, a menudo se puntúa como una canción de calipso dirigida por tambores de acero.
Después de Super Mario Bros., se convirtió en el tema de la serie y ha sido un elemento fijo en la mayoría de sus títulos. Ha sido reutilizado y remezclado en otros juegos publicados por Nintendo, incluidos Tetris DS, Nintendogs: Chihuahua and Friends, WarioWare, Inc.: ¡Mega Microgames!, y cada entrada en la serie Super Smash Bros.
En 2023, el tema de Super Mario Bros. fue elegido por la Biblioteca del Congreso de EE. UU. como la primera grabación de un videojuego seleccionada para su inclusión en el Registro Nacional de Grabaciones.

## Composición

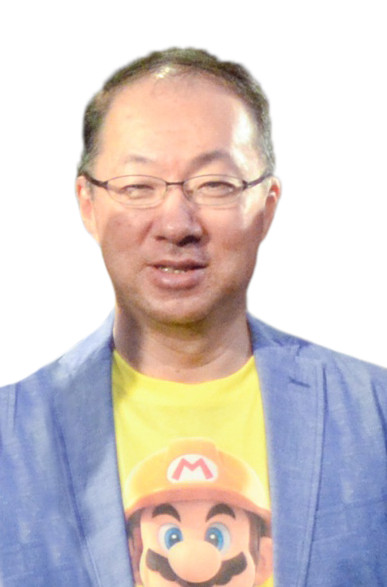
Koji Kondo, compositor del tema.

De las seis pistas de la banda sonora de Super Mario Bros., este tema tomó más tiempo en desarrollarse, según su compositor Koji Kondo. Dijo que escribiría una pieza y que el equipo la pondría en el juego. Si no acentuaba la acción, no sincronizaba con Mario corriendo y saltando, o no armonizaba lo suficientemente bien con los efectos de sonido, lo desechaba. Compuso la música usando solo un pequeño teclado.
La composición toma influencia de la canción de 1984 "Sister Marian" de T-Square, una banda de fusión japonesa. En una entrevista de 2001 por Game Maestro Vol. 3, Kondo afirma que "el tema del supramundo en Mario también podría mostrar alguna influencia de la banda de fusión japonesa T-Square. Los ritmos de su música eran fáciles de seguir para los oyentes japoneses". El primer tema que creó para Super Mario Bros. se basó en un prototipo inicial del juego, que simplemente mostraba a Mario corriendo por una gran área vacía. Kondo describió este tema inicial como un poco más perezoso, con un tempo más lento y más relajado. A medida que el juego sufría cambios, se dio cuenta de que su tema ya no encajaba, por lo que aumentó el ritmo y lo cambió para que encajara mejor. En una entrevista, Kondo explicó que las ideas de composición le llegan durante las actividades cotidianas.
A Kondo se le dio completa libertad creativa sobre la banda sonora de Super Mario Bros., y colaboraría con Shigeru Miyamoto, el director del juego, a través de sus interacciones diarias. Miyamoto compartía sus discos y partituras del tipo de temas que le gustaban con Kondo, pero no le decía exactamente lo que quería. Fue compuesta con un ritmo latino. Cuando al jugador le quedan menos de 100 unidades de tiempo para completar el escenario, el tempo de la música se acelera. En la Game Developers Conference de 2007, Kondo comentó que el tema presenta ritmo, equilibrio e interactividad. Lo demostró con un breve clip de Super Mario Bros., que muestra los movimientos del personaje y las pulsaciones de botones de los jugadores sincronizadas con el ritmo de la música. También agregó que el tema refleja la jugabilidad orientada a la acción de la serie. Kondo declaró que no estaba seguro de poder hacer una música futura de su "más pegadiza" que esta.

## En otros medios
El tema se reutilizó en muchos otros medios, incluidos Super Mario Bros.: ¡La gran misión para rescatar a la princesa Peach!, The Super Mario Bros. Super Show! y The Super Mario Bros. Movie.

### Letra
Las letras japonesas fueron enviadas originalmente en 1985 por fanáticos del programa de radio japonés Takao Komine All Night Nippon. La versión grabada de la canción con letra fue lanzada en 1986 bajo el nombre de "Go Go Mario!!". La canción también fue lanzada en vinilo, llamada Mario No Daibouken (trad. "La gran aventura de Mario").
Para la serie animada de televisión de 1989 The Super Mario Bros. Super Show!, se escribió un conjunto de letras diferente y no relacionado para la aparición de la canción como tema de créditos del programa. Titulada "Do the Mario", la canción presenta al personaje principal (interpretado por el luchador profesional Lou Albano) vagamente instruyendo y animando al espectador a realizar el baile del mismo nombre.

### Actuaciones
La canción se interpretó por primera vez en vivo en All Night Nippon en 1986. El tema se ha presentado en muchos conciertos, incluido "PLAY! Chicago", la Sinfónica de Columbus, Mario & Zelda Big Band Live,[cita requerida] Play! A Video Game Symphony, y otros. El concierto Video Games Live contó con el tema interpretado por Kondo. La canción se interpretó dos veces con The Roots en The Tonight Show protagonizada por Jimmy Fallon, una vez en 2016 como interpretación de guitarra con el creador de Mario, Shigeru Miyamoto, y una vez en 2023 como una versión a cappella junto con otros temas del juego con el elenco de Super Mario Bros.: La película, Shigeru Miyamoto y el director ejecutivo de Illumination, Chris Meledandri. 

### Partitura
| Notación de los tres primeros compases del tema, que se han vuelto muy conocidos. |
| --- |
| \header { tagline = ##f } \score { \relative c' { \clef "treble" \time 4/4 e'16 e8 e16 r c e8 g4-. g,-. c8 r16 g r8 e r16 a r b r bes a8 \times 2/3 {g e' g} a8 f16 g r e r c d b16 r8 } \layout {} \midi {} } |

Durante décadas, Nintendo no había publicado partituras oficiales de las composiciones de Kondo. En 2011, Alfred Music publicó tres folios musicales con licencia oficial de la música de Super Mario Bros. para piano y guitarra. Estos fueron seguidos en 2013 por tres folios más para New Super Mario Bros. Wii y un folio de arreglos estilo jazz de temas de Super Mario Bros.

## Recepción
En un artículo sobre Kondo, el editor de Wired.com, Chris Kohler, describió el tema como uno de los más famosos del mundo y que "se te mete en la cabeza rápidamente y no se va". Jeremy Parish de 1UP.com lo llamó una de las pistas más memorables en la historia de los videojuegos. El editor de Netjak, Rick Healey, comentó que aunque MTV trató de hacer la canción por excelencia de los años 80, Nintendo se les adelantó con el tema de Super Mario Bros. Los editores Jeff Dickerson y Luke Smith del periódico The Michigan Daily comentaron que si le pidieras a un estudiante al azar que tarareara el tema, probablemente conocería cada nota. Sam Kennedy, también editor de 1UP.com, afirmó que cualquiera que haya vivido los años 80 puede tararear el tema y que la mayoría de la gente lo recuerda hasta el día de hoy.
El compositor de música de videojuegos Tommy Tallarico citó a Kondo como su inspiración de por qué se metió en la música y comentó que cuando escuchó este tema por primera vez, fue la primera vez que pensó que la música en los videojuegos realmente existía. El actor de voz de Mario, Charles Martinet, comentó que "la primera vez que jugué un juego de Mario, comencé alrededor de las 4 de la tarde y jugué hasta el amanecer. Me acosté en la cama, cerré los ojos y pude escuchar esa música: ¡ba dum bum ba dum DUM!" El excompositor de la serie Final Fantasy, Nobuo Uematsu, calificó a Kondo como uno de los mejores compositores de videojuegos de la industria y comentó que estaba seguro de que todas las personas del mundo que se hayan topado con el tema de Super Mario Bros., independientemente de sus límites o edad, nunca lo olvidarán., al tiempo que agregó que debería convertirse en el nuevo himno nacional de Japón. En una entrevista con Kondo, el editor de 1UP.com, Sam Kennedy, declaró que Paul y Linda McCartney visitaron Kondo en Japón y disfrutaron del tema.
La versión de tono de llamada del tema ha demostrado ser muy popular en los Estados Unidos, habiendo estado entre los diez tonos de llamada más descargados durante 112 semanas consecutivas a partir de noviembre de 2004. Se vendieron aproximadamente 747.900 copias en los Estados Unidos en 2006 y el tono de llamada recibió la certificación Gold en 2010.
En 2023, el tema de Super Mario Bros. fue seleccionado por la Biblioteca del Congreso de EE. UU. para su conservación en el Registro Nacional de Grabaciones en 2023 en función de su "importancia cultural, histórica o estética en el patrimonio sonoro grabado de la nación". El tema fue la primera grabación de un videojuego seleccionada para su conservación en el registro.